# 1399 Teneriffa
1399 Teneriffa је астероид главног астероидног појаса са средњом удаљеношћу од Сунца која износи 2,216 астрономских јединица (АЈ).
Апсолутна магнитуда астероида је 13,8 а геометријски албедо 0,191.